# Acidianus
Genre
Synonymes
- Desulfurolobus
Zillig & Bock, 1987

Espèces de rang inférieur
- Acidianus ambivalens
- Acidianus brierleyi
- Acidianus convivator
- Acidianus hospitalis
- Acidianus infernus
- Acidianus manzaensis
- Acidianus pozzuoliensis
- Acidianus sulfidivorans
- Acidianus tengchongensis

Acidianus est un genre d'archées de la famille des Sulfolobaceae.